# Masyw Diois

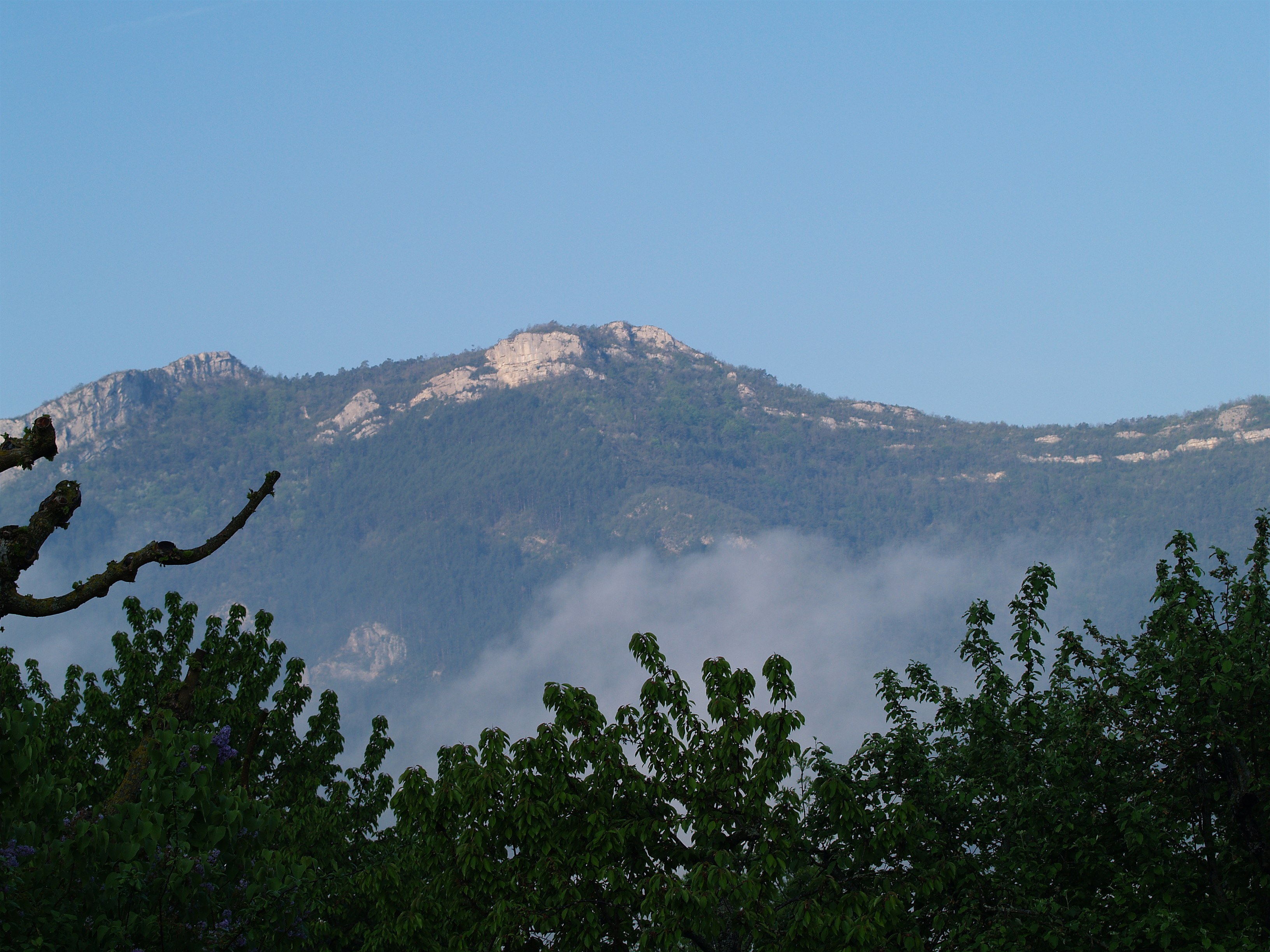
Serre Grimaud

Masyw Diois - wapienny masyw górski położony w zachodniej części Préalpes du Dauphiné w regionie Rodan-Alpy, w departamencie Drôme (Wschodnia Francja). Należy do Alp Zachodnich.
Najwyższe szczyty masywu:
- Jocou 2051 m,
- Belle-Motte 1952 m,
- Toussière 1916 m,
- Mont Barral 1903 m,
- Quigouret 1729 m,
- Luzet 1692 m,
- Serre Chaumille 1653 m,
- Serre de Bouisse 1645 m,
- Bane 1643 m,
- Chauvet 1617 m,
- d'Angèle 1606 m.